# Akantus

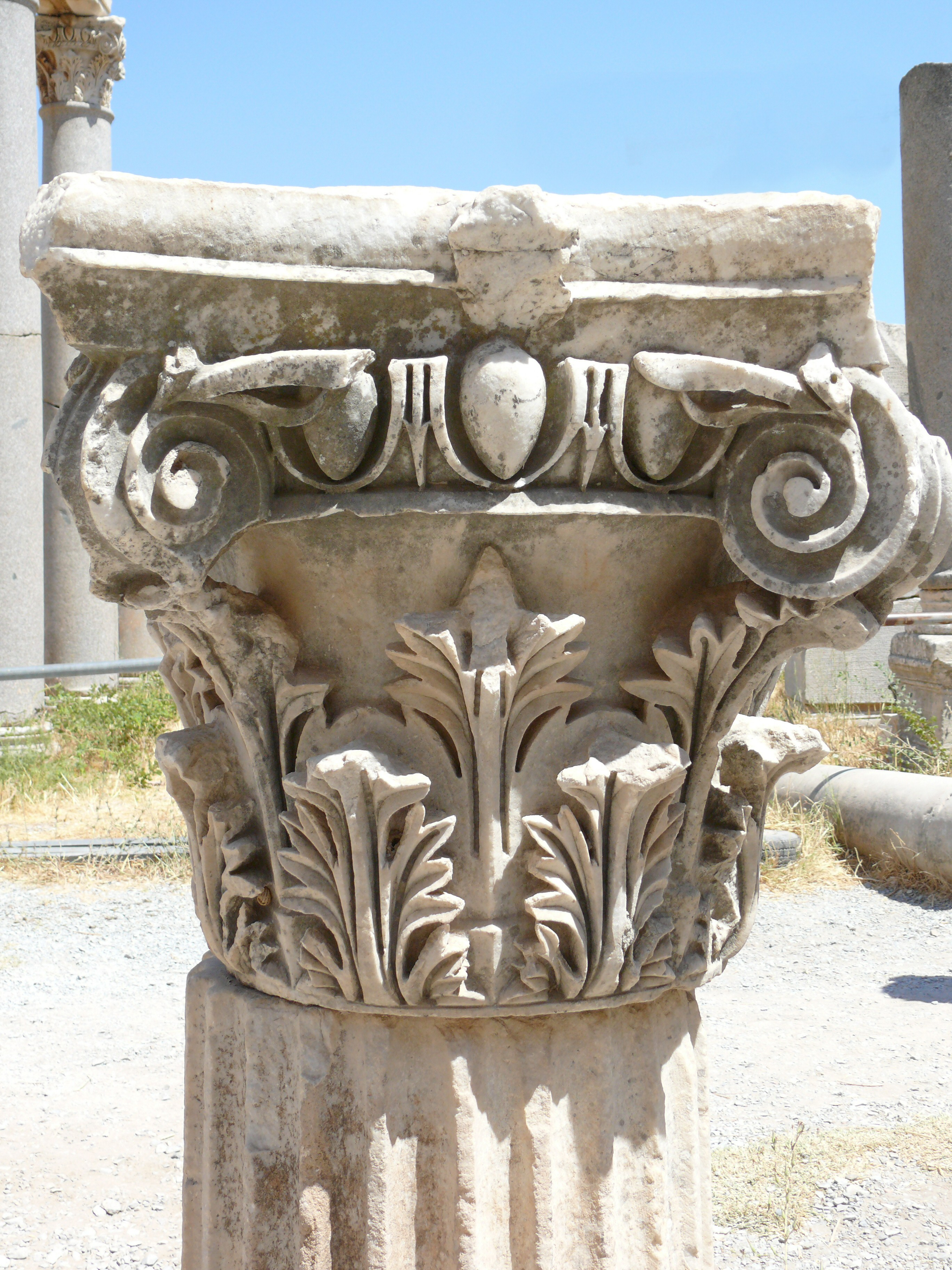
Korintiskt kapitäl med akantusblad.

I arkitekturen under antiken och renässansen var akantus (latin acanthus) ett vanligt bladornament. Formen utvecklades utifrån växten mjukakantus eller björnkloört (Acanthus mollis), som har tjocka, flikiga blad och växer i Medelhavsområdet.
I den grekiska konsten upptogs växten som ornament kring 400 f.Kr. och omvandlades till det förmodligen mest bestående ornamentala elementet som konsthistorien känt till. Det användes i kapitälen i två av de klassiska kolonnordningarna, den korintiska och komposita. Det undanträngde lotusblomman som var ett viktigt ornamentalt element i egyptisk konst, och i den romerska konsten hade det förvandlats till ett lätt igenkännbart, abstraherat motiv som, med sin anpassningsförmåga, kunde anta olika former beroende på det arkitektoniska sammanhanget. 
Akantusbladet återkommer som motiv under mer än 2 000 år i medeltidens, renässansens och 1800-talets konst. I den norska folkkonsten, särskilt inom allmogemöbeltillverkningen, användes akantusrankan frekvent som ornament från 1600-talet. Akantusbårder och akantusslingor har använts även i skulptur, inom rosmålning, träsniderier och friser.